# Cas Haley
Cas Haley (Paris, Texas, 27 december 1980) is een Amerikaanse zanger en liedjesschrijver die de tweede plaats behaalde in de tweede seizoen van America's Got Talent. Hij speelt in de band Woodbelly en speelt zowel de akoestische als de elektrische gitaar.

## Carrière
Het eerste album dat zijn naam draagt was een van de best verkopende reggaealbums van 2008 op de Billboard Charts, het behaalde de nummer 8-positie.
Zijn tweede album werd op 3 juni 2010 bekendgemaakt en op 14 september uitgegeven. Het album, met de naam Connection kwam binnen op nummer 2 op de Billboard 200 Best Selling Reggae Albums.

## Persoonlijk leven
Haley is getrouwd met Cassie Black en heeft een zoon, Eben, en een dochter, Nolah. Hij woonde in Arlington, Texas maar verhuisde later naar een plaatsje vlak bij zijn geboorteplaats Paris, Texas.

## America's Got Talent
Na zijn auditie bij America's Got Talent oordeelde jurylid Piers Morgan dat Haley het lied Walking on the Moon beter zong dan Sting zelf.
| Uitzending     | Thema                                   | Keuze van lied                      | Origineel van       | Resultaat     |
| -------------- | --------------------------------------- | ----------------------------------- | ------------------- | ------------- |
| Auditie        | Chicago                                 | Walking on the Moon                 | The Police          | door          |
| Vegas bootcamp | -                                       | Living for the City                 | Stevie Wonder       | door          |
| Laatste 20     | Groep 2                                 | Higher and Higher                   | Jackie Wilson       | Advanced      |
| Laatste 10     | -                                       | Bring it on Home to Me              | Sam Cooke           | door          |
| Laatste 8      | Helden                                  | Easy                                | Lionel Richie       | door          |
| Laatste 4      | Keuze van de Jury Keuze van het publiek | Can't Help Falling in Love Sir Duke | UB-40 Stevie Wonder | -             |
| Finale         | Duetten                                 | Red Red Wine                        | UB-40 (duet)        | Tweede plaats |